# Cratere Yehl
Yehl è un cratere sulla superficie di Rea.